# Hollywood (Carolina del Sud)
Hollywood és una població dels Estats Units a l'estat de Carolina del Sud. Segons el cens del 2000 tenia 3.946 habitants.

## Demografia
Segons el cens del 2000, Hollywood tenia 3.946 habitants, 1.392 habitatges i 1.056 famílies. La densitat de població era de 76 habitants/km².
Dels 1.392 habitatges en un 32% hi vivien nens de menys de 18 anys, en un 48,2% hi vivien parelles casades, en un 23% dones solteres, i en un 24,1% no eren unitats familiars. En el 20,7% dels habitatges hi vivien persones soles el 8,1% de les quals corresponia a persones de 65 anys o més que vivien soles. El nombre mitjà de persones vivint en cada habitatge era de 2,83 i el nombre mitjà de persones que vivien en cada família era de 3,3.
Per edats la població es repartia de la següent manera: un 29,5% tenia menys de 18 anys, un 7,6% entre 18 i 24, un 26,3% entre 25 i 44, un 26,3% de 45 a 60 i un 10,3% 65 anys o més.
L'edat mediana era de 37 anys. Per cada 100 dones de 18 o més anys hi havia 83,9 homes.
La renda mediana per habitatge era de 30.297$ i la renda mediana per família de 35.406$. Els homes tenien una renda mediana de 29.306$ mentre que les dones 20.115$. La renda per capita de la població era de 17.521$. Entorn del 18,7% de les famílies i el 22,4% de la població estaven per davall del llindar de pobresa.

## Poblacions més properes
El següent diagrama mostra les poblacions més properes.